# Johanniter-Unfall-Hilfe
Johanniter-Unfall-Hilfe (аббревиатура JUH), Йоханнитер-скорая-помощь — зарегистрированная некоммерческая современная протестантская социально-гуманитарная организация по оказанию экстренной медико-санитарной помощи. Основана 7 апреля 1952 года в Ганновере по инициативе барона Рудольф-Кристофа фон Герсдорфа.
К 60-летнему юбилею в 2012 году JUH объединяла в своих рядах около 14 тысяч сотрудников и 30 тысяч волонтёров, оказывающих помощь примерно 1,4 миллиону пациентов. В Германии имеется около трёхсот региональных, районных и местных представительств JUH, которые нацелены на работу с молодёжью, с семьями, с пожилыми людьми, с больными и людьми с ограниченными возможностями.

## Название и девиз
Название организации связано с именем Иоанна Крестителя. Произношение этого имени встречается в различных вариантах — Иоа́нн, Иога́нн, Йо́ганн и Йо́ханн. Производное слово Йоханни́тер (нем. Johanniter) от имени Йоханн (нем. Johann, рус. Иоанн) входит в русифицированное название «Йоханнитер-скорая-помощь». 
JUH создана под эгидой протестантского ордена Святого Иоанна Иерусалимского, который был основан наместниками по Бранденбургу как ответвление от старинного рыцарского ордена Госпитальеров, имеющего 900-летнюю историю благотворительной помощи нуждающимся.
JUH в соответствии с ценностями христианства, стремится к заботе о ближних — от человека к человеку. Девиз организации: «Из любви к жизни» (нем. Aus Liebe zum Leben).

## История
Поводом для создания JUH в послевоенной Германии стал рост числа дорожно-транспортных происшествий и несчастных случаев, а прообразом послужила английская организация Скорая помощь Святого Иоанна, сотрудники которой в британской части Тризонии обучали оказанию первой медицинской помощи.
После катастрофического наводнения в Гамбурге (1962), когда пришлось срочно эвакуировать более 20 тысяч жителей, встал вопрос обучения сотрудников JUH вождению медицинского транспорта. С 1969 года эта норма стала обязательной.
JUH входит в отраслевое объединение Diakonie Deutschland – Evangelischer Bundesverband Евангелической церкви Германии (EKD). Деятельность JUH, как и других спасательных организаций Германии, регулируется на основе специального закона о немецком Красном Кресте (нем. DRK-Gesetz) в соответствии с положениями Женевских конвенций 1949 года. Ежегодные отчеты о деятельности JUH выставляются на сайте организации.
Каждые два года, начиная с 1995,  JUH присуждает премию Ганса-Дитриха Геншера за выдающийся вклад в аварийно-спасательные работы и неотложную медицинскую помощь. С 2003 года дополнительная награда введена для молодёжи. 
JUH состоит в международной ассоциации медицины катастроф. В 2015 году была среди организаторов большого съезда спасательных служб во время проведения масштабной выставки INTERSCHUTZ в 
Ганновере.
По данным 2020 года, JUH насчитывает около 25 000 сотрудников, более 40 000 волонтёров и 1,2 миллиона участников, оказывающих финансовую поддержку. В контакте с другими службами  медицины катастроф JUH участвует в интеграционном проекте «Защита – экстренная помощь для Берлина», а также в широкомасштабной кампании по оказанию первой помощи, стартовавшей в сотрудничестве с NBCUniversal и Vodafone.

## Задачи JUH
К задачам JUH относятся обучение, квалифицированная подготовка и переподготовка как профессиональных сотрудников, так и волонтёров. Это включает теорию и практику.
- Оказание первой и профессиональной помощи пострадавшим людям.
- Специализированное обучение вождению медицинского автотранспорта, участию в спасении на воде, в условиях санитарной авиации, в предупреждении и ликвидации чрезвычайных ситуаций, в освоении медицинской сигнализации, верховой езды для оказания помощи в местах, куда трудно добираться иным способом, например, в Люнебургской пустоши, на пляжах, в лесу.
- Воспитание детей и молодёжи с учётом христианских ценностей.
- Забота о беспомощных стариках, о людях с ограниченными возможностями и инвалидах. Подготовка к работе в хосписах..
- Подготовка к медико-гуманитарной работе в кризисных регионах разных стран мира.

## Галерея

Волонтёры и сотрудники JUH в разных странах Европы
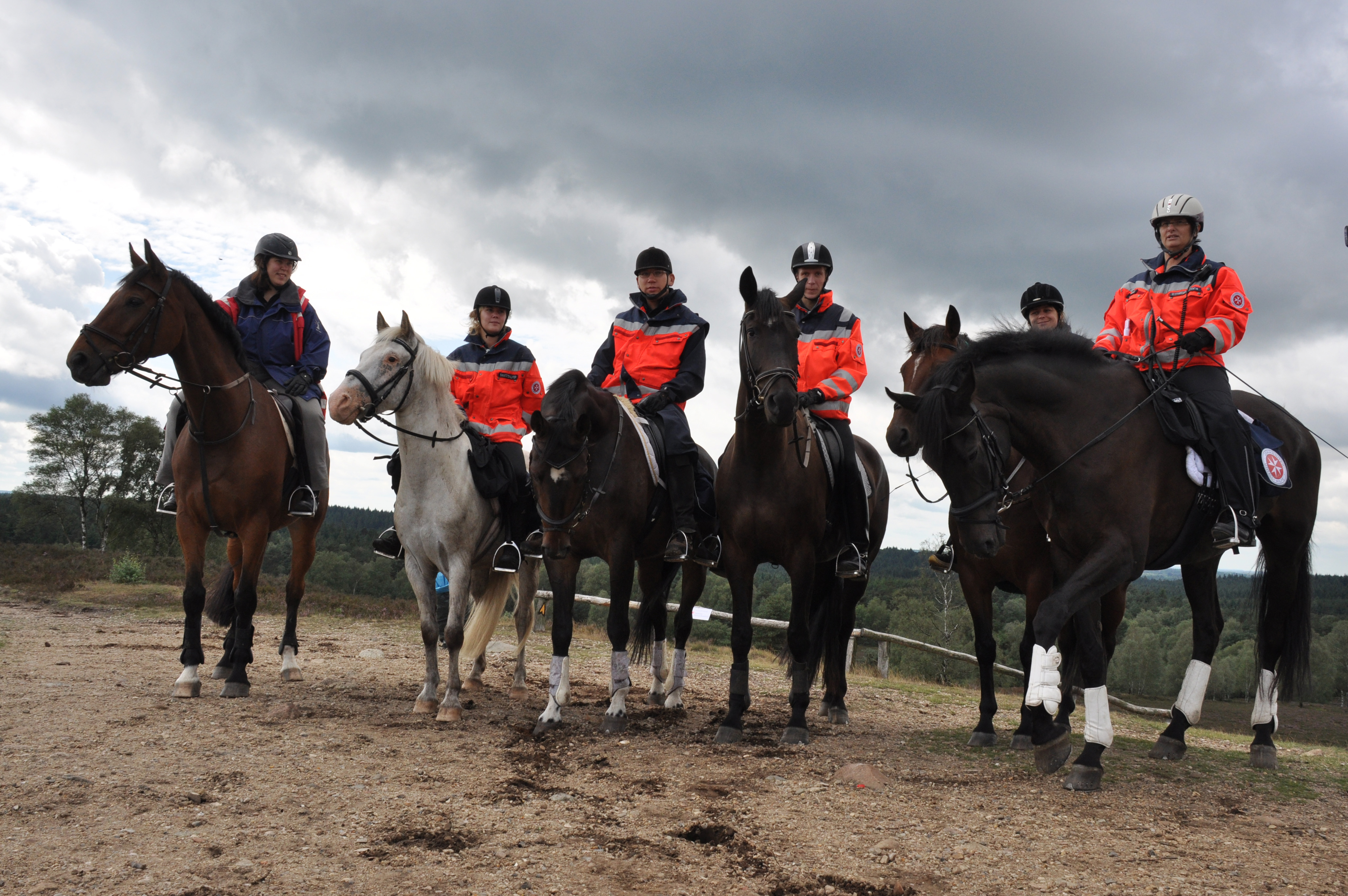
Германия
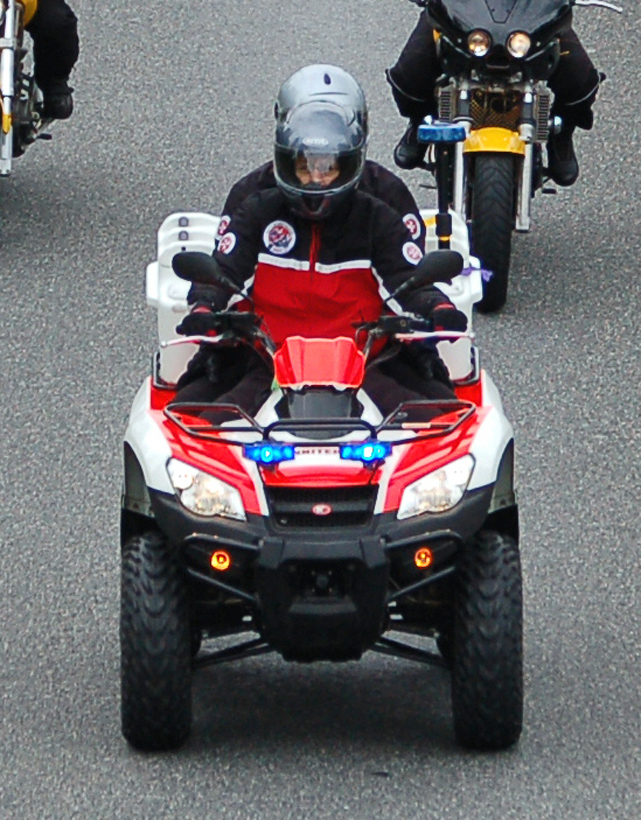
Германия
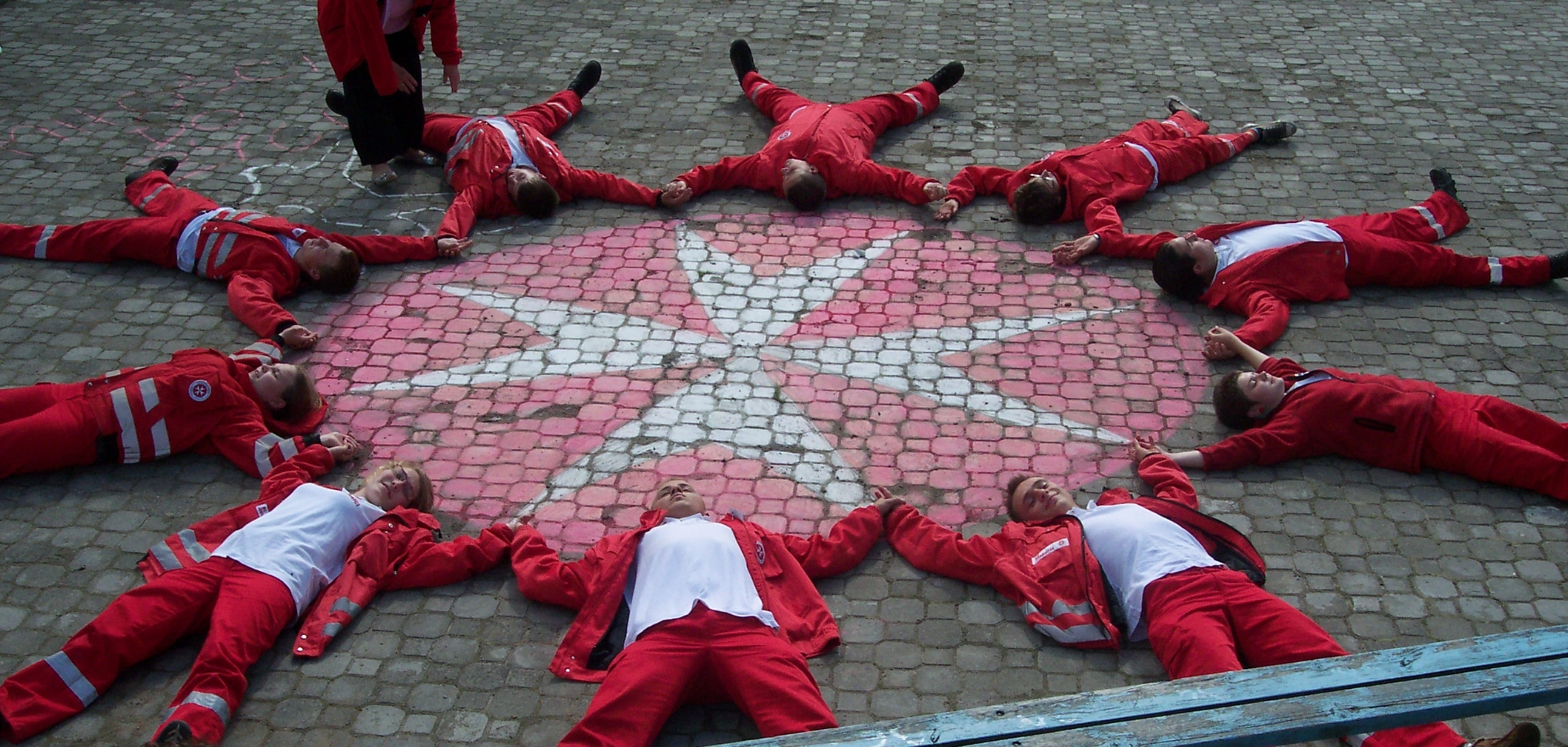
Польша
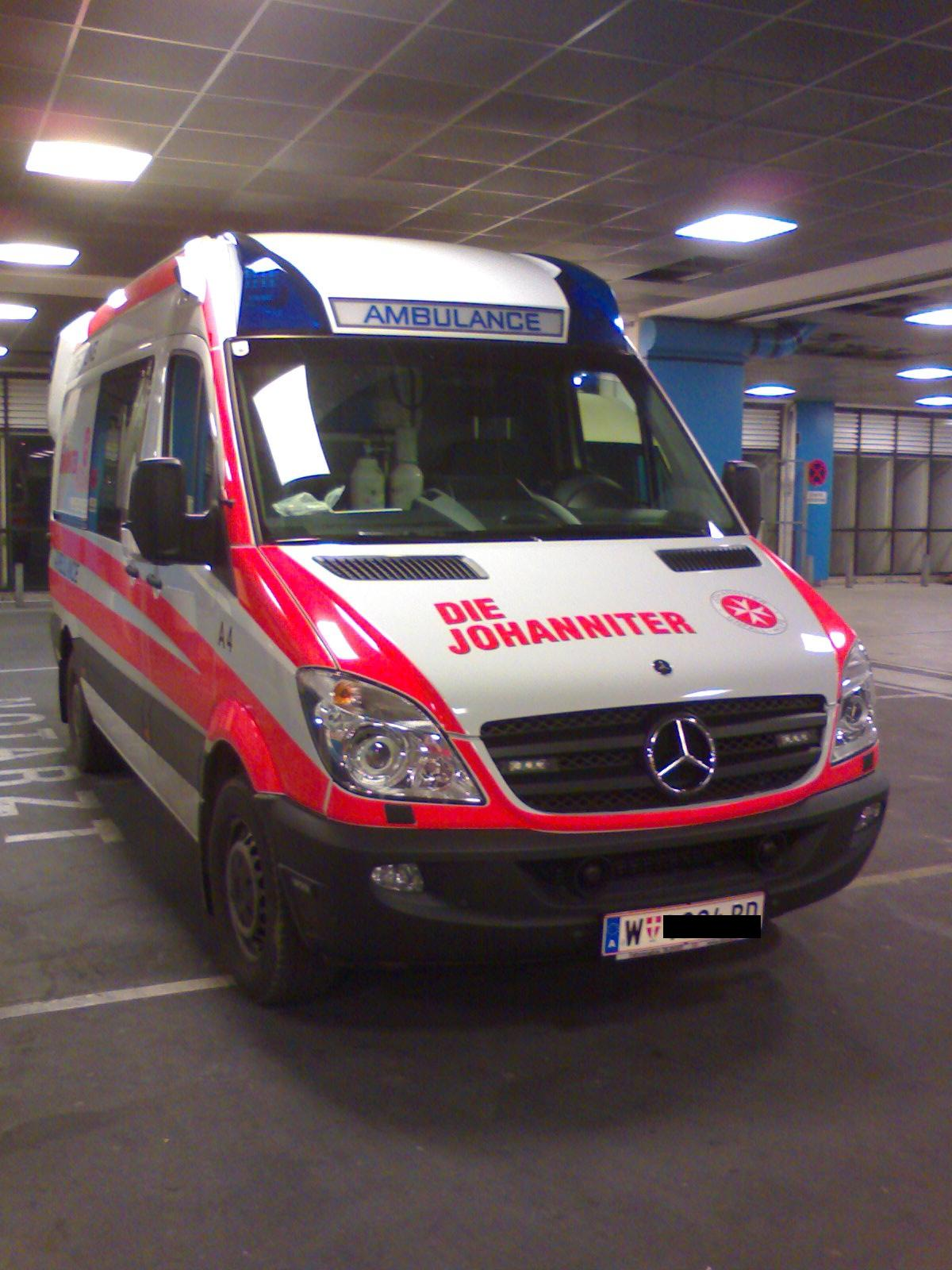
Австрия
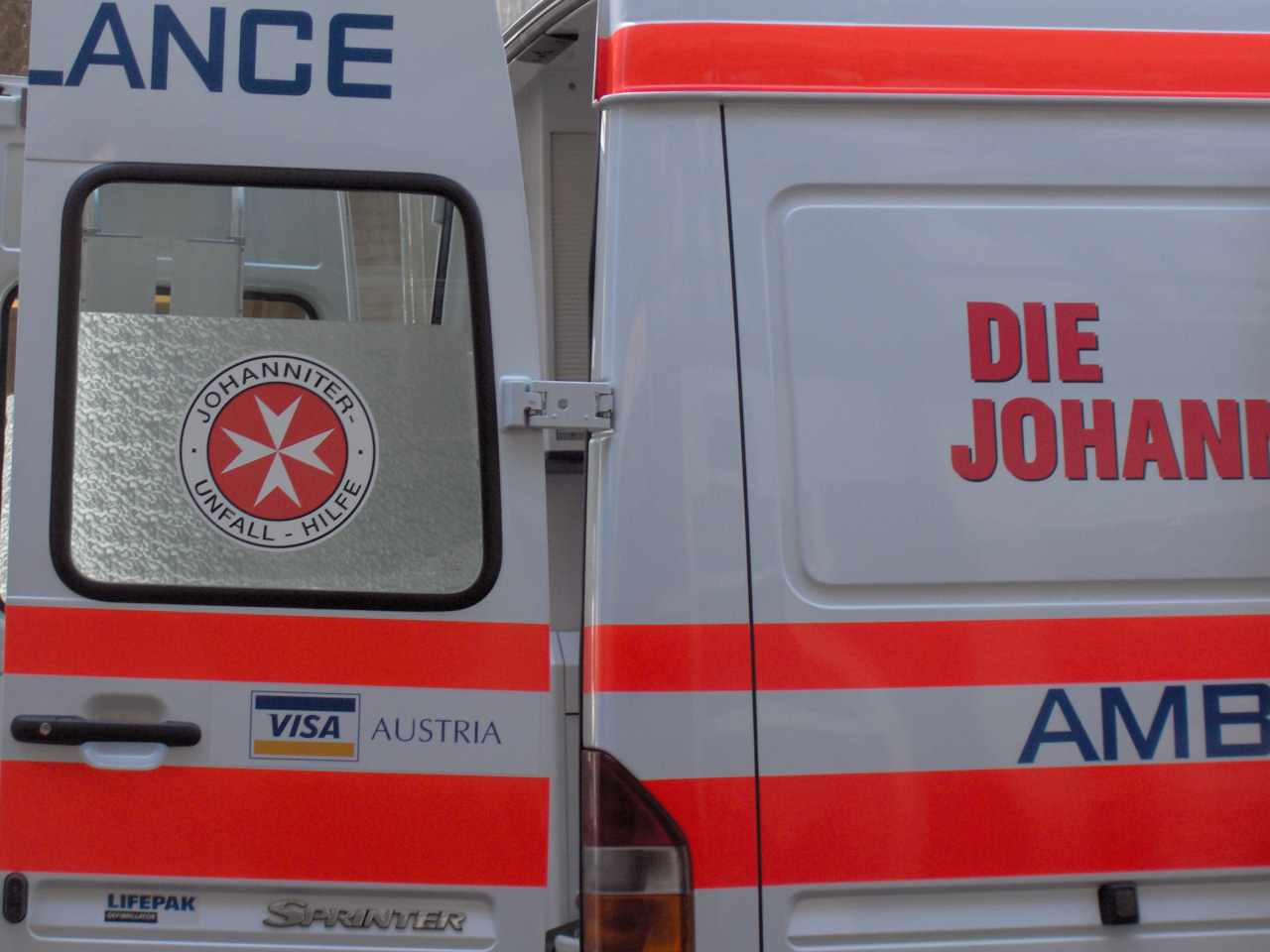
Австрия

## Руководство
Первым президентом JUH с 1952 по 1963 год был инициатор её создания барон Рудольф-Кристоф фон Герсдорф, остававшийся почётным главой организации до конца своей жизни, награждённый в 1979 году единственным федеральным орденом Германии по совокупности его заслуг перед страной.
Для поддержки организации и популяризация её деятельности президент Ханс-Петер фон Кирхбах в 2005 году выдвинул инициативу избрания Президентского совета (нем. Präsidialrat) из 19 представителей региональных отделений JUH (с правом совещательного голоса).

## Международная активность
Первое участие JUH в международных акциях началось со спасения беженцев после подавления венгерского восстания 1956 года.
В наши дни роль JUH в международных спасательных акциях заметно повысилась.
В 1974 году в Вене была основана австрийская служба скорой помощи JUH, которая сначала использовала санитарный транспорт совместно с местным Красным Крестом. В настоящее время австрийцы расширили масштабы своей работы до международных.
После расширения Евросоюза в 2004 году был основан польский фонд скорой помощи JUH, акцентирующий важность аварийно-спасательных служб, помощь на дому и работу с молодежью.
В 2000 году в Бельгии официально была основана неприбыльная организация Johanniter International (аббревиатура JOIN) для объединения в международную сеть возникающих в разных странах мира подразделений JUH и SJA. Сотрудничающие с орденом Святого Иоанна эти отделения работают уже более чем в пятидесяти странах по всему миру.